# Beau Dremann
Beau Dremann (Freehold, 13 agosto 1963) è un attore statunitense.

## Biografia
Beau Dremann è nato il 13 agosto 1963 a Freehold, nel New Jersey. In seguito si trasferì con la famiglia in California. Diplomatosi nel 1981 presso la Beverly Hills High School, Dremann iniziò poco tempo a inseguire il sogno di diventare attore. Esordì sul piccolo schermo nel 1983 nel film televisivo Quarterback Princess di Noel Black.
Dopo aver recitato in alcune serie televisive, nel 1985 recita nel sul primo film cinematografico, Passaggio per il paradiso. Nel 1987 è tra i protagonisti dell'hottor Uninvited e nel 1990 della commedia sentimentale I ragazzi degli anni '50. Nel 1991 ha recitato nel film Giorni di gloria... giorni d'amore, l'ultima sua interpretazione sul grande schermo.
Dremann ha recitato anche in numerose serie televisive come Hill Street giorno e notte, Autostop per il cielo, Il mio amico Arnold, Il mio amico Ricky, ALF, Sposati... con figli, Jericho, Life, Criminal Minds, Prison Break, Boston Legal, Southland, Shameless e All Rise.

## Filmografia

### Cinema
- Passaggio per il paradiso (The Heavenly Kid), regia di Cary Medoway (1985)
- Ritorno dalla 4ª dimensione (My Science Project), regia di Jonathan R. Betuel (1985)
- Uninvited, regia di Greydon Clark (1987)
- La fortuna bussa alla porta... il problema è farla entrare (Opportunity Knocks), regia di Donald Petrie (1990)
- I ragazzi degli anni '50 (Book of Love), regia di Robert Shaye (1990)
- Giorni di gloria... giorni d'amore (For the Boys), regia di Mark Rydell (1991)

### Televisione
- Quarterback Princess, regia di Noel Black – film TV (1983)
- Jennifer – serie TV, 1 episodio (1983)
- Glitter – serie TV, 1 episodio (1984)
- CBS Schoolbreak Special – serie TV, 2 episodi (1984-1988)
- Hill Street giorno e notte (Hill Street Blues) – serie TV, 1 episodio (1985)
- Autostop per il cielo (Highway to Heaven) – serie TV, 1 episodio (1985)
- North Beach and Rawhide, regia di Harry Falk – film TV (1985)
- Supercopter (Airwolf) – serie TV, 1 episodio (1985)
- Il mio amico Arnold (Diff'rent Strokes) – serie TV, 1 episodio (1986)
- Il mio amico Ricky (Silver Spoons) – serie TV, 1 episodio (1986)
- Disneyland – serie TV, 1 episodio (1986)
- Ai confini della realtà (The Twilight Zone) – serie TV, 1 episodio (1987)
- ALF – serie TV, 1 episodio (1988)
- The Bronx Zoo – serie TV, 1 episodio (1988)
- Sposati... con figli (Married with Children) – serie TV, 1 episodio (1988)
- New Adam-12 (The New Adam-12) – serie TV, 1 episodio (1991)
- Il mio amico Frank (Frankenstein: The College Years), regia di Tom Shadyac – film TV (1991)
- Murder One – serie TV, 1 episodio (1996)
- Mike Hammer, Private Eye – serie TV, 1 episodio (1998)
- Detective Monk (Monk) – serie TV, episodi 3x02-4x08 (2004-2005)
- 24 – serie TV, 5 episodi (2005-2009)
- Jericho – serie TV, 3 episodi (2006-2007)
- Heroes – serie TV, 1 episodio (2007)
- Life – serie TV, 4 episodi (2007-2009)
- Criminal Minds – serie TV, 1 episodio (2008)
- Prison Break – serie TV, 1 episodio (2008)
- Boston Legal – serie TV, 1 episodio (2008)
- Southland – serie TV, 1 episodio (2010)
- Dr. House - Medical Division – serie TV, 1 episodio (2011)
- Shameless – serie TV, 1 episodio (2012)
- Why Women Kill – serie TV, 1 episodio (2019)
- All Rise – serie TV, 1 episodio (2019)